# HD 35165
HD 35165，又名CD-34 2207，SAO 195770、HR 1772，是一颗恒星，视星等为6.09，位于銀經238.07，銀緯-32.61，其B1900.0坐标为赤經5h 17m 39.5s，赤緯-34° -32.61′ 36″。